# Grammaria gracilis
Grammaria gracilis is een hydroïdpoliep uit de familie Lafoeidae. De poliep komt uit het geslacht Grammaria. Grammaria gracilis werd in 1854 voor het eerst wetenschappelijk beschreven door Stimpson. 